# Cercida
Cercida (in greco antico: Κερκιδᾶς?, Kerkidâs; Megalopoli, 290 a.C. circa – 220 a.C. circa) è stato un poeta, filosofo e legislatore greco antico.

## Biografia
Lo storico Polibio riferisce che, dopo la rinuncia al potere da parte del tiranno Lidiada, Cercida collaborò alla stesura della nuova costituzione di Megalopoli. Sempre secondo Polibio, fu ambasciatore di Arato di Sicione presso Antigono Dosone, re di Macedonia. Nella battaglia di Sellasia comandò il contingente della sua città. Come legislatore, infine, conosciamo un decreto che obbligava i ragazzi ad imparare a memoria il catalogo omerico delle navi.
Cercida aderì alla filosofia cinica, pur non aderendo totalmente al loro stile di vita, se non, come da lui stesso testimoniato, portando la lunga chioma incolta tipica della scuola.

## Opera
Un papiro di Ossirinco intitolato Meliambi di Cercida cinico (in greco Κερκίδα κυνός μελίαμβοι?) fu scoperto nel 1906: i sette componimenti leggibili hanno appunto una forma, il meliambo, inventato da Cercida, che è una combinazione di giambo ed esametro.
Caratteristica dei suoi poemetti è l'abbondanza di temi moralistici, come, nel primo, l'iniqua distribuzione delle ricchezze o, altrove, gli sfortunati risultati della vita lussuosaː  queste poesie hanno un contenuto fortemente etico, quindi, esprimono preoccupazione per i poveri, mettono in discussione gli atteggiamenti convenzionali e mostrano impazienza con il pensiero speculativo, caratteristiche coerenti con l'etichetta "cinica" applicata a Cercida.
Oltre a questi poemetti, abbiamo frammenti papiracei di un'antologia moralistica con un'introduzione in coliambi, databile al III secolo a.C. e forse compilata ed edita dallo stesso poeta, anche se l'incerta qualità dei coliambi cozza con l'attenzione metrica dei meliambi.